# Nikolajs Kabanovs
Nikolajs Kabanovs (ros. Николай Николаевич Кабанов, Nikołaj Nikołajewicz Kabanow; ur. 26 września 1970 w Rydze) – łotewski dziennikarz i polityk rosyjskiego pochodzenia, były poseł na Sejm.

## Życiorys
Ukończył szkołę średnią nr 43 w Rydze. W latach 1989–1991 był korespondentem pisma Łotewskiego Frontu Ludowego „Atmoda”, następnie podjął pracę jako korespondent i szef działu pisma SM „Siegodnia”. W latach 1996–1998 był zastępcą redaktora pisma „7 piatnic”, później zaś redaktorem SM „Siegodnia” i szefem działu i publicystą gazety „Wiesti siegodnia”. W 2006 opublikował książkę „Neatkarības cena”, zawierającą wywiady i publicystykę dotyczącą procesu odzyskiwania przez Łotwę niepodległości w latach 1987–1992.
W wyborach w 2002 uzyskał miejsce w Sejmie z listy ugrupowania O Prawa Człowieka w Zjednoczonej Łotwie jako członek Łotewskiej Partii Socjalistycznej, następnie zaś reelekcję z ramienia PCTVL w 2006 jako działacz partii „Bite”. W 2008 przeszedł do Centrum Zgody, z listy którego wszedł do Sejmu X kadencji w 2010. W wyborach w 2011 uzyskał reelekcję do parlamentu. 
Nie kandydował w wyborach w 2014. W latach 2018–2022 ponownie zasiadał w parlamencie z listy Socjaldemokratycznej Partii „Zgoda”. W związku z tym, że ugrupowanie nie przekroczyło w wyborach w 2022 progu wyborczego, nie dostał się po raz kolejny do Sejmu. W 2024 ogłosił przejście do nowej partii Dla Stabilności!.
Żonaty, ma dwoje dzieci.